# Olaibar
Olaibar – gmina w Hiszpanii, w Nawarze, o powierzchni 15,99 km². W 2011 roku gmina liczyła 262 mieszkańców.